# Regierung Moureaux I
Die Regierung Moureaux I war die erste Regierung der Französischen Gemeinschaft. Sie amtierte vom 22. Dezember 1981 bis zum 3. Dezember 1985.
Der Rat der Französischen Gemeinschaft wurde nicht direkt gewählt, er setzte sich aus den 137 französischsprachigen Mitgliedern der Belgischen Abgeordnetenkammer und des Belgischen Senats zusammen.
Die Sozialistische Partei (PS) und die liberale Parti réformateur libéral (PRL) bildeten eine Koalition. Sie verfügten gemeinsam über 88 Abgeordnete. Ministerpräsident wurde der bisherige föderale Justizminister Philippe Moureaux (PS).

## Zusammensetzung
| Amt | Name              | Partei | Beginn der Amtszeit | Ende der Amtszeit |
| --- | ----------------- | ------ | ------------------- | ----------------- |
| Ministerpräsident der Exekutive der Französischen Gemeinschaft zuständig für Kultur und Außenbeziehungen             | Philippe Moureaux | PS     | 22. Dezember 1981   | 3. Dezember 1985  |
| Minister der Exekutive der Französischen Gemeinschaft zuständig für Soziales, berufliche Weiterbildung und Tourismus | Philippe Monfils  | PRL    | 22. Dezember 1981   | 3. Dezember 1985  |
| Minister der Exekutive der Französischen Gemeinschaft zuständig für Gesundheit und Bildung                           | Robert Urbain     | PS     | 22. Dezember 1981   | 3. Dezember 1985  |